# Унија за Медитеран
Унија за Медитеран (фр. Union pour la Méditerranée; претходно: Медитеранска унија, фр. Union méditerranéenne) је заједница која представља оквир за јачање сарадње земаља Европске уније и земаља које излазе на Средоземно море. Оснивање је предложио француски председник Никола Саркози, а идеја је спроведена у дело у 14. јула 2008. године када је Унија основана.

## Чланови
Чланови Уније Медитерана су:
- Са стране Европске уније:
  - 27 држава чланица Европске уније (подебљане су оне на Медитерану): Аустрија, Белгија, Бугарска, Хрватска, Кипар, Чешка, Данска, Естонија, Финска, Француска, Немачка, Грчка, Мађарска, Ирска, Италија, Летонија, Литванија, Луксембург, Малта, Холандија, Пољска, Португал, Румунија, Словачка, Словенија, Шпанија и Шведска.
  - Европска комисија.
- Од стране медитеранских партнерских земаља:
  - 15 држава чланица: Албанија, Алжир, Босна и Херцеговина, Египат, Израел, Јордан, Либан, Мауританија, Монако, Црна Гора, Мароко, Палестина, Сирија (суспендована 2011),[1][2] Тунис и Турска.

Поред тога, Либија је држава посматрач. Унија за Средоземље је изразила жељу да Либији додели пуноправно чланство, а Мохамед Абделазиз, либијски министар спољних послова од јануара 2013. до августа 2014. године, једном је изјавио да је његова земља „отворена“ за придруживање. Арапска лига такође учествује на састанцима Уније за мир.
| Застава              | Држава               | Становништво бр. | Територија км² | Излаз на Средоземно море |
| -------------------- | -------------------- | ---------------- | -------------- | ------------------------ |
| Аустрија             | Аустрија             | 8.356.707        | 83.871         | не                       |
| Албанија             | Албанија             | 3.600.523        | 28.748         | да                       |
| Алжир                | Алжир                | 34.895.000       | 2.381.740      | да                       |
| Белгија              | Белгија              | 10.414.336       | 30.528         | не                       |
| Бугарска             | Бугарска             | 7.204.687        | 110.912        | не                       |
| Босна и Херцеговина  | Босна и Херцеговина  | 4.448.500        | 51.197         | да                       |
| Уједињено Краљевство | Уједињено Краљевство | 61.113.205       | 244.820        | да                       |
| Мађарска             | Мађарска             | 10.019.000       | 93.030         | не                       |
| Немачка              | Немачка              | 81.757.600       | 357.050        | не                       |
| Грчка                | Грчка                | 10.964.020       | 131.990        | да                       |
| Данска               | Данска               | 5.511.791        | 43.094         | не                       |
| Египат               | Египат               | 77.420.000       | 1.001.449      | да                       |
| Израел               | Израел               | 7.515.000        | 20.770         | да                       |
| Јордан               | Јордан               | 5.759.732        | 89.342         | не                       |
| Ирска                | Ирска                | 4.339.000        | 70.273         | не                       |
| Шпанија              | Шпанија              | 46.661.950       | 506.030        | да                       |
| Италија              | Италија              | 60.231.214       | 301.318        | да                       |
| Кипар                | Кипар                | 793.963          | 9.251          | да                       |
| Latvia               | Latvia               | 2.254.653        | 64.589         | не                       |
| Либан                | Либан                | 3.925.502        | 10.452         | да                       |
| Либија               | Либија               | 6.365.563        | 1.759.540      | да                       |
| Литванија            | Литванија            | 3.366.357        | 65.303         | не                       |
| Луксембург           | Луксембург           | 439.539          | 2.586          | не                       |
| Мауританија          | Мауританија          | 3.069.000        | 1.030.700      | не                       |
| Малта                | Малта                | 402.000          | 316            | да                       |
| Мароко               | Мароко               | 33.241.259       | 446.550*       | да                       |
| Монако               | Монако               | 32.671           | 195            | да                       |
| Холандија            | Холандија            | 16.357.373       | 41.526         | не                       |
| Палестина            | Палестина            | 4.136.540        | 6.020          | да                       |
| Пољска               | Пољска               | 38.138.000       | 312.683        | не                       |
| Португалија          | Португалија          | 10.707.924       | 92.391         | не                       |
| Румунија             | Румунија             | 21.498.616       | 238.391        | не                       |
| Сирија               | Сирија               | 19.405.000       | 185.180        | да                       |
| Словачка             | Словачка             | 5.394.837        | 49.037         | не                       |
| Словенија            | Словенија            | 2.053.355        | 20.273         | да                       |
| Тунис                | Тунис                | 10.383.577       | 163.610        | да                       |
| Турска               | Турска               | 72.500.000       | 783.562        | да                       |
| Финска               | Финска               | 5.340.093        | 338.145        | не                       |
| Француска            | Француска            | 65.447.374       | 674.843        | да                       |
| Хрватска             | Хрватска             | 4.653.500        | 56.542         | да                       |
| Црна Гора            | Црна Гора            | 678.177          | 13.812         | да                       |
| Чешка                | Чешка                | 10.403.100       | 78.866         | не                       |
| Шведска              | Шведска              | 9.263.872        | 449.964        | не                       |
| Естонија             | Естонија             | 1.324.904        | 45.226         | не                       |

## Историја

### Контекст

#### Претходник: Барселонски процес
Евро-медитеранско партнерство, такође познато као Барселонски процес, настало је 1995. године као резултат Конференције евро-медитеранских министара спољних послова одржане у Барселони 27. и 28. новембра под шпанским председавањем ЕУ. Оснивачки акт Партнерства из 1995. године и Завршна декларација Евро-медитеранске министарске конференције у Барселони назива се Декларација из Барселоне, што се често користи да се односи на сам процес.
Партнерство је кулминирало низом покушаја европских земаља да артикулишу своје односе са северноафричким и блискоисточним суседима: глобалном медитеранском политиком (1972–1992) и обновљеном медитеранском политиком (1992–1995).
Хавијер Солана је отворио конференцију рекавши да су окупљени како би се исправио „сукоб цивилизација” и неспоразуми који су постојали између њих и да је „било повољно” што су се састали на 900. годишњицу Првог крсташког рата. Он је конференцију описао као процес за неговање културног и економског јединства у региону Медитерана. Уговор из Барселоне сачинило је 27 присутних земаља, а за дипломатски успех заслужан је Солана, који је представљао Шпанију као министар спољних послова током њеног председавања Саветом Европске уније.
Према Декларацији из Барселоне из 1995. године, циљ иницијативе је сажет као: „претварање медитеранског басена у област дијалога, размене и сарадње која гарантује мир, стабилност и просперитет.“ Декларација је утврдила три главна циља партнерства, названа „корпе“ (тј. праменови или аспекти):
1. Дефинисање заједничког простора мира и стабилности кроз јачање политичког и безбедносног дијалога (политичка и безбедносна корпа).
2. Изградња зоне заједничког просперитета кроз економско и финансијско партнерство и постепено успостављање зоне слободне трговине (економска и финансијска корпа).
3. Зближавање међу народима кроз друштвено, културно и људско партнерство које има за циљ подстицање разумевања међу културама и размене између цивилних друштава (друштвена, културна и људска корпа).